# Çavdarhisar-Talsperre
Die Çavdarhisar-Talsperre (türkisch Çavdarhisar Barajı) befindet sich 3,5 km südwestlich der Kreisstadt Çavdarhisar in der nordwesttürkischen Provinz Kütahya.  
Die im Nordwesten des Murat Dağı gelegene Talsperre wird vom Bedir Çayı, einem linken Nebenfluss des Kocaçay, in nordöstlicher Richtung durchflossen.
Die Çavdarhisar-Talsperre wurde in den Jahren 1985–1993 als Erdschüttdamm erbaut.
Sie dient der Bewässerung einer Fläche von 5242 ha.
Der Staudamm hat eine Höhe von 45,5 m über Talsohle. Er besitzt ein Volumen von 1.674.000 m³. Der zugehörige 4 km lange Stausee bedeckt bei Normalstau eine Fläche von 3,92 km² und verfügt über einen Speicherraum von 34 Mio. m³.